# Antonín Panenka
Antonín Panenka (* 2. Dezember 1948 in Prag) ist ein ehemaliger tschechoslowakischer Fußballspieler. Er wurde mit der tschechoslowakischen Nationalmannschaft 1976 Europameister.

## Werdegang
Panenka galt in der Tschechoslowakei und in Österreich als technisch versierter Mittelfeldspieler. Er spielte von 1958 (als Jugendspieler, seit 1967 in der Ersten Mannschaft) bis 1981 bei Bohemians Prag, wobei er in dieser Zeit Angebote aus dem Ausland bekam, aber nicht wechseln durfte – nur wer 32 Jahre alt war und mindestens 45 Länderspieleinsätze für die ČSSR absolviert hatte, bekam die Freigabe des Verbands. So wechselte er unmittelbar nach seinem 32. Geburtstag 1981 zu Rapid Wien. Dort bestritt er bis 1985 172 Pflichtspiele, in denen er 77 Tore erzielte. Obwohl er höher dotierte Angebote aus Spanien, der Schweiz und Belgien hatte, hatte er sich für Rapid entschieden, weil er glaubte, sich in der österreichischen Liga am ehesten durchsetzen zu können und weil es in Wien eine tschechische Schule gab, in die seine Kinder gehen konnten. Seine weiteren Stationen waren von 1985 bis 1987 VSE St. Pölten, von 1987 bis 1989 SK Slovan Wien, von 1989 bis 1991 ASV Hohenau, von 1991 bis 1993 Kleinwiesendorf sowie schließlich noch der Laakirchner Verein ASKÖ Steyrermühl. Dort bestritt Panenka allerdings in der Saison 1993/1994 nach seinem Debüt im ÖFB-Cup gegen Union Weißkirchen aufgrund einer Trainingsverletzung nur zwei Meisterschaftsspiele in der oberösterreichischen Landesliga.
Panenka beendete seine aktive Karriere mit 45 Jahren. Seine Spielweise und seine Übersicht brachte ihm den Spitznamen „Der Mann mit den Radaraugen“ ein. Berühmt war er weiterhin für seine Freistöße, die er über die Mauer hinweg ins Kreuzeck zirkelte.
Im Anschluss wurde er zunächst Co-Trainer bei seinem alten Klub Bohemians Prag, später Vereinspräsident.

## Der Panenka-Heber
Berühmtheit erlangte er in der Nacht von Belgrad, als er den entscheidenden Elfmeter beim Elfmeterschießen im Finale um die Europameisterschaft 1976 für die Tschechoslowakei gegen die Mannschaft der Bundesrepublik Deutschland verwandelte. Nachdem Uli Hoeneß seinen Elfmeter über das Tor geschossen hatte, bewies Panenka Nervenstärke: Statt platziert und mit Wucht in eine Ecke des Tores zu schießen, spekulierte er erfolgreich darauf, dass Deutschlands Torhüter Sepp Maier in ein Toreck springen würde, und schaufelte seinen rechten Fuß unter den Ball, um diesen in einem leichten Bogen in die Mitte des Tores zu lupfen. Ein derart geschossener Elfmeter wird noch heute als Panenka-Heber bezeichnet.

## Erfolge
Neben dem Titelgewinn bei der Europameisterschaft 1976 nahm Panenka außerdem an der Europameisterschaft 1980 in Italien teil sowie an der Weltmeisterschaft 1982 in Spanien. Seine Erfolge auf Vereinsebene waren die österreichischen Meistertitel mit Rapid Wien 1982 und 1983, die ÖFB-Cupsiege 1983, 1984 und 1985 und das Erreichen des Finales um den Europapokal der Pokalsieger gegen den FC Everton (1:3-Niederlage) 1985.